# Ходотов, Николай Николаевич

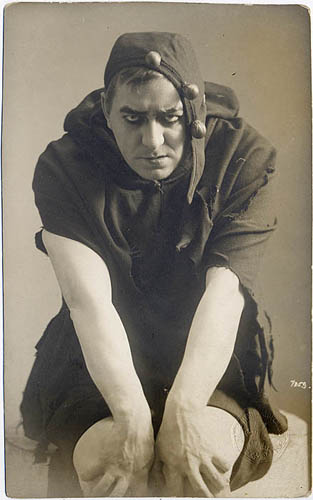
Артист Н. Н. Ходотов в роли Шута

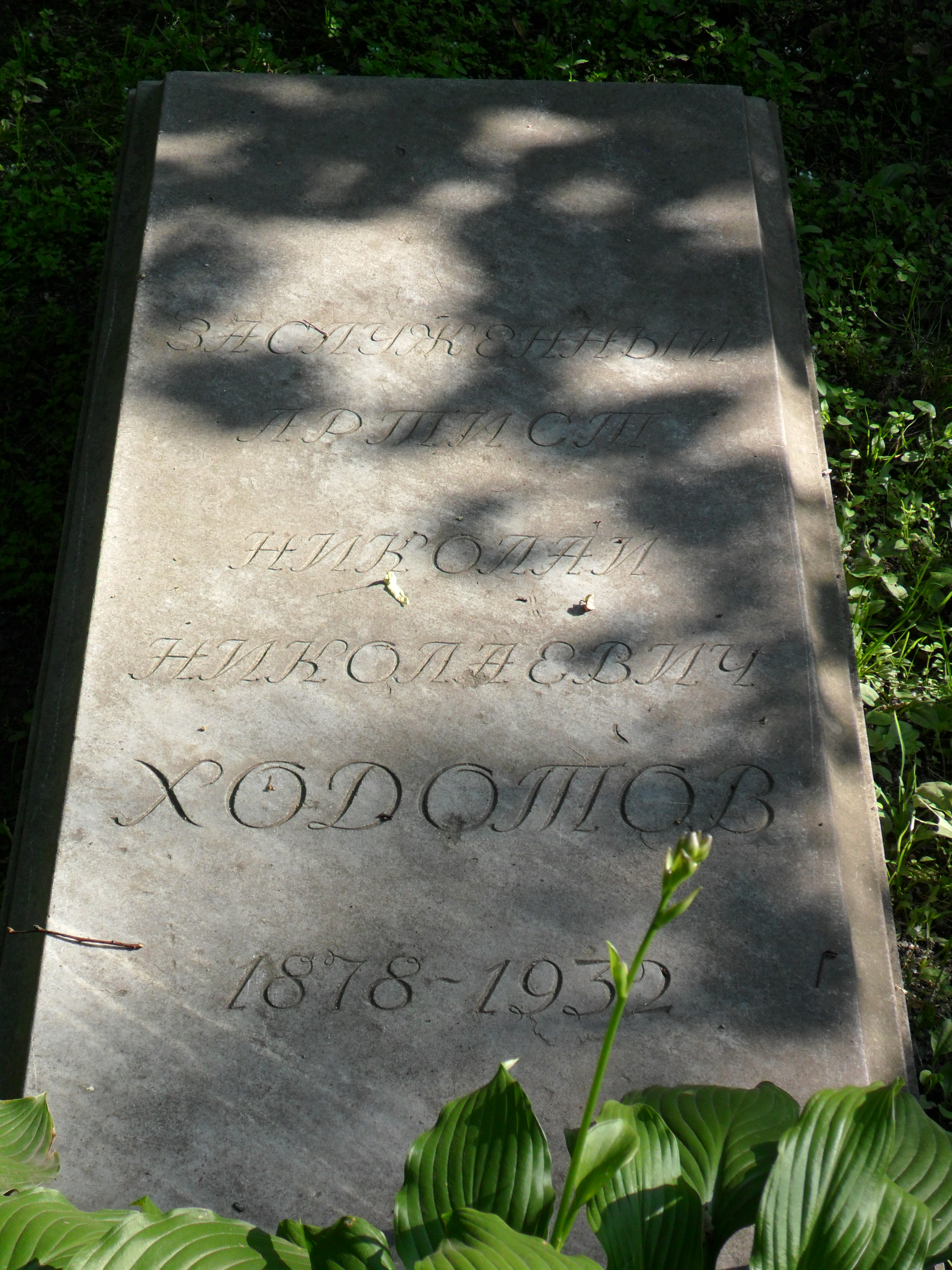
Могила Н. Н. Ходотова на Некрополе мастеров искусств Александро-Невской лавры в Санкт-Петербурге

Никола́й Никола́евич Хо́дотов (14 [26] февраля 1878, Петрозаводск, Олонецкая губерния — 16 февраля 1932, Ленинград) — русский актёр, заслуженный артист Императорских театров (1916), заслуженный артист Республики.

## Биография
Родился в семье надворного советника, начальника отделения казённой палаты в Петрозаводске.
Театром увлёкся в детстве. В 1887—1890 годах учился в Олонецкой мужской гимназии в Петрозаводске. Принимал участие в домашних и гимназических спектаклях, затем в любительских постановках.
В 1890 году семья переехала в Кронштадт, где Николай Ходотов окончил гимназию. В 1895 году поступил в класс В. Н. Давыдова Драматических курсов Петербургского театрального училища. По окончании курсов в 1898 году принят в Александринский театр.
Xодотов был в дружеских отношениях с актрисой Александринского театра В. Ф. Комиссаржевской, которая оказала на него большое творческое и личное влияние.
Ходотов часто гастролировал вместе с актёрами театра, выступал на концертах. Вместе с пианистом Е. Б. Вильбушевичем разработал мелодекламационный жанр выступлений («Буревестник» М. Горького, «Каменщик» В. Я. Брюсова, «Море» А. С. Пушкина и др.). Организовывал множество благотворительных концертов и вечеров.
В 1907 году участвовал в создании Нового театра (Электра и Смерть Тициана Гофмансталя, Союз молодёжи). В 1908 году создал «Современный театр», просуществовавший один год («Варвары» М. Горького — роль Черкуна, «Клоун» А. Куприна, «Бог мести» Ш. Аша и др.).
Xодотов был автором нескольких пьес, поставленных в Александринском театре: «На перепутье» (1908), «Госпожа „пошлость“» (1909), «Красная нить» (1911). В 1909—1912 годах преподавал на Драматических курсах Риглер-Воронковой (1909—1912) и на своих собственных Драматических курсах (1912—1914).
В 1916 году участвовал в спектаклях труппы Н. Н. Синельникова в Харькове, играл Левборга в «Гедде Габлер» Ибсена, Мелузова в «Талантах и поклонниках» Островского. Уже после возвращения в Александринский театр сыграл на гастролях синельниковской труппы в Ростове в «Вере Мирцевой» Л. Н. Урванцева роль мужа Веры.
В 1917—1921 годах продолжал работу в бывшем Александринском театре, где кроме своих прежних ролей (Мышкин, Царь Фёдор и др.), участвовал в новых постановках. В 1929 году оставил сцену.
Снялся в несохранившемся короткометражном фильме «Отец Серафим» (в роли отца Василия) и в главной роли в фильме братьев Васильевых «Личное дело».
Похоронен на Смоленском православном кладбище; в 1936 году перезахоронен в Некрополе мастеров искусств.

## Роли в Александринском театре
- 1898 — «Не в свои  сани  не  садись» А. Н. Островского — Бородкин
- 1898 — «Кручина» И. В. Шпажинского — Недыхляев
- 1900 — «Бесприданница» А. Н. Островского — Карандышев
- 1900 — «Снегурочка» А. Н. Островского — Лель
- 1900 — «Новое дело» В. И. Немировича-Данченко — Андрей Калгуев
- 1902 — «Дмитрий Самозванец и Василий Шуйский» А. Н. Островского — дьяк Осипов
- 1902 — «Чайка» А. П. Чехова — Треплев
- 1903 — «Месяц в деревне» И. С. Тургенева — Беляев
- 1904 — «Горячее сердце» А. Н. Островского — Гаврилка
- 1905 — «Вишнёвый сад» А. П. Чехова — Петя Трофимов
- 1905 — «Невод» Южина-Сумбатова — Дальнев
- 1905 — «Злая сила» Майской — Горбунов
- 1905 — «Правда хорошо, а счастье лучше» А. Н. Островского — Платон
- 1907 — «Преступление и наказание» по Ф. М. Достоевскому — Раскольников
- 1907 — «Идиот» по Ф. М. Достоевскому — князь Мышкин
- 1907 — «Привидения» Х. Ибсена — Освальд
- 1908 — «У царских врат» К. Гамсуна — Иервен
- 1909 — «Дядя Ваня» А. П. Чехова — Астров
- 1910 — Лес А. Н. Островского — Пётр
- 1911 — «Гамлет» У. Шекспира — Гамлет
- 1911 — «Живой труп» Л. Н. Толстого — Протасов
- 1913 — «Доходное место» А. Н. Островского — Жадов
- 1914 — «Царь Фёдор Иоаннович» А. К. Толстого, — царь Фёдор
- 1926 — «Виринея» Л. Н. Сейфуллиной и В. П. Правдухина — Василий
- 1927 — «Штиль» В. Билль-Белоцерковского — Красильников
- 1929 — «Высота» Ю. Лебединского — Иловайский
- «Победа» В. О. Трахтенберга — Волынов
- «Шут Тантрис» Эрнста Хардта
- «Король» С. С. Юшкевича — Александр